# Euplectrus leucostomus
Euplectrus leucostomus är en stekelart som beskrevs av Sievert Allen Rohwer 1921. Euplectrus leucostomus ingår i släktet Euplectrus och familjen finglanssteklar.
Artens utbredningsområde är:
- Dominikanska republiken.
- Sri Lanka.

Inga underarter finns listade i Catalogue of Life.